# Sada Yacco
Sada Yacco ou Sadayakko (en japonais, 川上貞奴 Kawakami Sadayakko), née à Tokyo le 18 juillet 1871 et morte le 7 décembre 1946 à Atami) est une actrice et danseuse tragique japonaise, dont les prestations scéniques ont fortement influencé la danse moderne et sont notamment citées par Ruth Saint Denis ou encore Isadora Duncan.

## Biographie
Elle est née à Tokyo en 1871 au sein d'une famille fortunée. Mais alors qu'elle a sept ans, son père, profondément endetté, la confie à des geishas. A leur contact, elle apprend les arts traditionnels dont la cérémonie du thé, les arrangements floraux, l'art du maquillage, le théâtre et la danse. Elle semble dès lors promise à une vie de geisha. Elle devient à quinze ans la favorite d'un homme politique japonais, Itō Hirobumi,, futur premier ministre du pays, qui complète son éducation et la présente à un acteur, Otojirō Kawakami (en). Celui-ci devient son premier époux en 1894. Elle se produit dans la troupe de son mari sous le nom de Sada Yacco. Cette troupe entame une tournée en Amérique et en Europe.
C’est lors de l’Exposition universelle de 1900 que Loïe Fuller présente Sada Yacco au public parisien dans son théâtre-musée, où le spectacle connaît un très vif succès. La troupe est rejointe par Isadora Duncan, dont Robert de Montesquiou dit qu’elle  s’inspire du jeu de Sada Yacco et part à Berlin. Son jeu sur scène influence plusieurs danseurs ou chorégraphes de danse contemporaine telles que, outre Isadora Duncan, Ruth Saint Denis,.
Le mouvement de son jeu de scène est immortalisé par les portraits qu'ont laissés d'elle Pablo Picasso ou Leonetto Cappiello. Un exemplaire de l'affiche en forme de kakémono réalisée par Alfredo Müller en 1900 est conservé par le musée de l'université des arts et techniques de Kyoto. Une copie est présentée au Futaba Museum de Nagoya,, établi dans la demeure qu'a partagée l'actrice avec son second mari, l'ingénieur Momosuke Fukuzawa (son premier mari est mort en 1911). 
Elle interrompt les tournées théâtrale en 1918, se lance dans la fabrication de tissus, puis fonde une école d'art dramatique et un théâtre pour enfants. Elle meurt en 1946 à Atami

### Autres projets
- Sadayacco Kawakami sur Commons

### Notices d'autorité
- Notices d'autorité :   - VIAF
  - ISNI
  - BnF (données)
  - IdRef
  - LCCN
  - GND
  - Japon
  - Espagne
  - Pays-Bas
  - Pologne
  - Israël
  - NUKAT
  - WorldCat
- Notice dans un dictionnaire ou une encyclopédie généraliste :   - Dictionnaire universel des créatrices

- Archives suisses des arts de la scène
- Les Archives du spectacle